# Episodi di Countdown (serie televisiva 2010) (seconda stagione)
La seconda stagione della serie televisiva Countdown è andata in onda in Germania sul canale RTL dal 13 gennaio al 3 marzo 2011.
In Italia la stagione è stata trasmessa dal 30 agosto 2012 al 9 luglio 2013 su Rai 2; nel 2012 vennero trasmessi solo due episodi, mentre i restanti vennero trasmessi l'estate successiva.
| n° | Titolo originale      | Titolo italiano                | Prima visione tedesca | Prima visione italiana |
| -- | --------------------- | ------------------------------ | --------------------- | ---------------------- |
| 1  | Der Bruch             | Una brutta storia              | 13 gennaio 2011       | 29 agosto 2012         |
| 2  | Vergeltung            | Vendetta                       | 20 gennaio 2011       | 4 settembre 2012       |
| 3  | Singles               | Single                         | 27 gennaio 2011       | 4 giugno 2013          |
| 4  | Alte Freunde          | Vecchi amici                   | 3 febbraio 2011       | 11 giugno 2013         |
| 5  | Wo die Liebe hinfällt | Quando l'amore cade            | 10 febbraio 2011      | 18 giugno 2013         |
| 6  | Aussage gegen Aussage | Deposizione contro deposizione | 17 febbraio 2011      | 25 giugno 2013         |
| 7  | Entführt              | Rapimento                      | 24 febbraio 2011      | 2 luglio 2013          |
| 8  | Vom Himmel gefallen   | Caduta dal cielo               | 3 marzo 2011          | 9 luglio 2013          |